# Margaret Stonborough-Wittgenstein
Margaret Stonborough-Wittgenstein (nata Margarete Wittgenstein; Vienna, 19 settembre 1882 – Vienna, 27 settembre 1958) è stata una mecenate austriaca.
Figlia del ricco magnate del ferro e dell'acciaio Karl Wittgenstein, Margarete era sorella del filosofo Ludwig Wittgenstein e del pianista Paul Wittgenstein. È nota in modo particolare per il famoso ritratto realizzato da Gustav Klimt nel 1905, in occasione delle sue nozze con lo statunitense Jerome Stonborough (1873-1938), e per aver commissionato la realizzazione della casa Wittgenstein, a cui lavorarono tra il 1926 e il 1928 l'architetto Paul Engelmann e lo stesso Ludwig Wittgenstein.

## Biografia
Margarete Wittgenstein, chiamata in famiglia con il soprannome "Gretl", era la quinta degli otto figli di Karl Wittgenstein ed Ermine Kalmus. La famiglia a cui apparteneva era, grazie alla fortuna accumulata dal padre nel settore dell'industria metallurgica e siderurgica, tra le più ricche dell'intero Impero austro-ungarico. Per mezzo del loro ingente patrimonio, i Wittgenstein esercitarono con continuità un'attività di mecenatismo a favore di musicisti, pittori e architetti.
Sebbene, diversamente da altri dei suoi fratelli, Margarete non fosse dotata di un particolare talento musicale, ella si interessava molto delle arti in generale ed era assai attenta e informata anche delle tendenze più recenti e originali della cultura dell'epoca. Considerata «l'intellettuale di famiglia», ella ebbe un'influenza rilevante sulla formazione del fratello Ludwig nel periodo in cui egli frequentava le scuole superiori, introducendolo a Karl Kraus e a Schopenhauer.

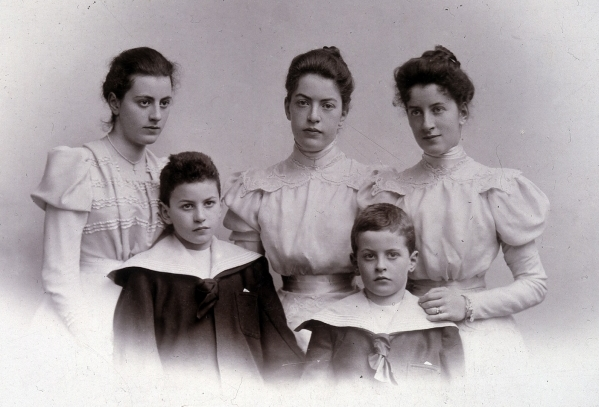
In seconda fila, da sinistra: Hermine Wittgenstein, Helene, Margarete; in prima fila, da sinistra: Paul e Ludwig.

Nel 1905 Margarete sposò l'industriale newyorkese Jerome Stonborough (è per via di questo matrimonio che il suo nome è spesso scritto con la grafia inglese "Margaret" anziché con quella tedesca "Margarete"). In questa occasione, su commissione del padre della sposa, Gustav Klimt dipinse il suo famoso ritratto.
Nel 1925 Margarete commissionò all'architetto Paul Engelmann la realizzazione a Vienna di una nuova casa per la sua famiglia, la casa Wittgenstein. Ai lavori, svoltisi tra il 1926 e il 1928, prese parte anche Ludwig, che aveva conosciuto Engelmann durante la prima guerra mondiale; egli trasse beneficio dalla distrazione offertagli dal lavoro tecnico collegato alla realizzazione della casa, in un momento che era per lui caratterizzato da instabilità e incertezza esistenziale.
Margarete Wittgenstein si interessò molto presto alla psicoanalisi freudiana, di cui fu una convinta sostenitrice; fu in analisi presso lo stesso Freud e ne divenne amica personale, aiutandolo, in seguito alla presa del potere da parte dei nazisti, a fuggire dall'Austria.
In seguito all'Anschluss, poiché la famiglia aveva ascendenze ebraiche che rendevano pericolosa la loro posizione sotto il regime nazista, Margarete decise di abbandonare l'Austria, e la sua casa viennese, per fuggire negli Stati Uniti d'America. Questo non avrebbe posto difficoltà, per quanto la riguardava personalmente, poiché ella disponeva già di una seconda cittadinanza statunitense grazie al suo matrimonio; tuttavia nel periodo dell'occupazione tedesca della Cecoslovacchia (preludio allo scoppio della seconda guerra mondiale) Margarete tornò in Austria per convincere le sorelle, Hermine e Helene, che fino ad allora non avevano voluto andarsene, a fuggire a loro volta. Poiché era ormai impossibile scappare passando dalla Svizzera, come aveva fatto qualche tempo prima il fratello Paul, Margarete tentò di acquistare dei passaporti jugoslavi (a quanto sembra, senza rendersi conto che si trattava di documenti falsi). La polizia si insospettì e le sorelle vennero arrestate; dopo che Hermine e Helene ebbero trascorso due notti in carcere, e Margarete tre, furono processate; tuttavia grazie, a quanto sembra, alla loro evidente appartenenza agli strati più benestanti della borghesia, furono lasciate andare. Margarete riuscì allora, con l'aiuto del fratello Ludwig (che nel frattempo aveva ottenuto un passaporto britannico e aveva potuto raggiungerla), a negoziare un accordo con le autorità tedesche: i Wittgenstein avrebbero reso concretamente possibile per la Reichsbank appropriarsi della grossa somma in valuta straniera alla cui requisizione essa aveva, in teoria, diritto, ma che per ragioni amministrative non era in grado di effettuare; in cambio a Hermine e Helene sarebbe stato concesso di essere trattate come persone ariane, e dunque di rimanere in Austria, come in effetti fecero, senza correre pericoli.
Margarete fece ritorno a Vienna nel 1947, dopo la fine del conflitto, e vi morì nel 1958.